# دیوانه (فیلم ۲۰۰۰)
دیوانه (به هندی: Deewane) فیلمی محصول سال ۲۰۰۰ و به کارگردانی هری باوجا است. در این فیلم بازیگرانی همچون اجی دیوگن، اورمیلا ماتوندکار، ماهیما چودری، گلشن گروور، ریما لاگو، شیواجی ساتام، پارش راوال، جانی لور، نها پندسه و آنورادها پاتل ایفای نقش کرده‌اند.